# Пол Вотсон
Пол Франклін Вотсон (англ. Paul Watson; нар. 2 грудня 1950 р., Торонто, Канада) — засновник Товариства охорони морської фауни, відомий активіст рухів на захист навколишнього середовища і за права тварин. З 1971 по 1977 рік був активістом організації Грінпіс. Заснував Товариство охорони морської фауни.

## Біографія
Народився 2 грудня 1950 року в Торонто. Батьки — Ентоні Джозеф Вотсон і Аннамарія Ларсен. Виріс у місті Сент-Ендрюс, провінція Нью-Брансвік. Після всесвітньої виставки Експо-67 у Монреалі, де Уотсон працював гідом, переїхав до Ванкувера.
У 2000 році журналом Time він був названий «екологічним героєм XX століття» за те, що він і його команда неодноразово зупиняли полювання на китів та інших морських ссавців. Пол Вотсон пообіцяв потопити всі браконьєрські судна, яких впіймають на промислі в Середземному морі. Таким чином, на рахунку Вотсона і його команди понад 160 рейдів проти браконьєрів і щонайменше 10 затоплених суден.
Владою Коста-Рики був виданий ордер на його арешт. Після неявки в суд Вотсон був оголошений в розшук Інтерполом.
21 липня 2024 року він був заарештований у Гренландії датською владою через червоне повідомлення, видане Японією проти нього в 2012 році. Про його арешт оголосив Sea Shepherd. Організація критикує це рішення, стверджуючи, що «після того, як повідомлення було розміщене в Інтернеті протягом багатьох років, нещодавно зникло з веб-сайту Інтерполу, що змусило Пола Вотсона та його адвокатів вважати, що він тепер вільний від своїх пересувань».

## Див. також

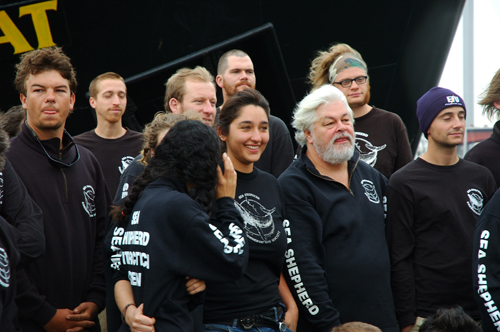
Пол Ватсон - у центрі фото

## Критика
Вотсон піддається широкій критиці за його методи протидії полювання на китів, коли вони атакують і виводять з ладу японські і норвезькі китобійні судна. Серія «Китові повії» (мультсеріал-пародія «Південний парк») представляє Вотсона і його шоу таким чином, що основна їх діяльність — це спроби заручитися увагою засобів масової інформації за рахунок показухи, при цьому не роблячи нічого продуктивного.